# Gilgai
Gilgai – miasto w Australii, w stanie Nowa Południowa Walia.